# Metropolitano de Bréscia
O metrô (português brasileiro) ou metro de Bréscia (português europeu), ou, mais raramente, de Bríxia, é uma rede de metropolitano na cidade italiana de Bréscia. A primeira linha tem 13,1 quilômetros de comprimento, com 17 estações de Buffalora para Prealpino.
A €575m fez um contrato que foi adjudicado a um consórcio liderado pela Ansaldo STS em Abril de 2003. Obra começou em janeiro de 2004, mas achados arqueológicos causou atrasos e exigiu a remodelação das estações. A linha abriu em 2013.

## Trens
Os Trens driverless Ansaldobreda são os mesmos que os comboios no Metro de Copenhaga, e os que serão oferecidos ao Metro de Roma,´Metrô de Salónica e Metro de Milão. Velocidade máxima é de 80 km / h .

## Estações
Todas as estações subterrâneas têm tela nas portas da plataforma.

### Fase 1
Abre de Setembro de 2017.
- Prealpino
- Casazza
- Mompiano
- Europa
- Ospedale
- Marconi
- San Faustino
- Vittoria
- Stazione FS
- Brescia Due
- Lamarmora
- Volta
- Poliambulanza
- San Polo Parco
- San Polo
- Sampolino
- Sant’Eufemia Buffalora
- Depot

### Fase 2 (previsto)

#### Sucursal 1
- Fiera
- Orzinuovi 2
- Orzinuovi 1
- Rodi
- Lamarmora (ligação com a Fase 1)

#### Ramo 2
- Inzino
- Gardone
- Zanano
- Sarezzo
- Villa Carcina
- Cailina
- San Vigilio
- Concesio
- Stocchetta
- Prealpino (ligação com a Fase 1)

## Galeria

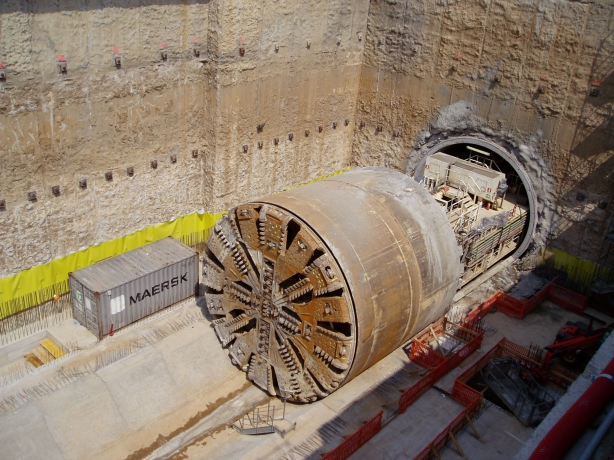
La TBM sbucata alla stazione Volta, maio 2006
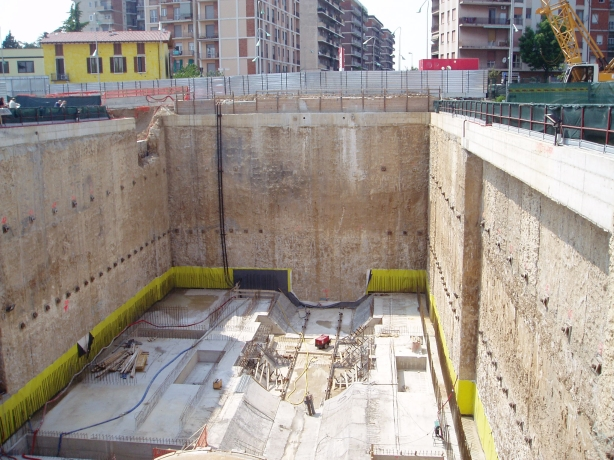
Lo scavo da stazione Volta, maio 2006
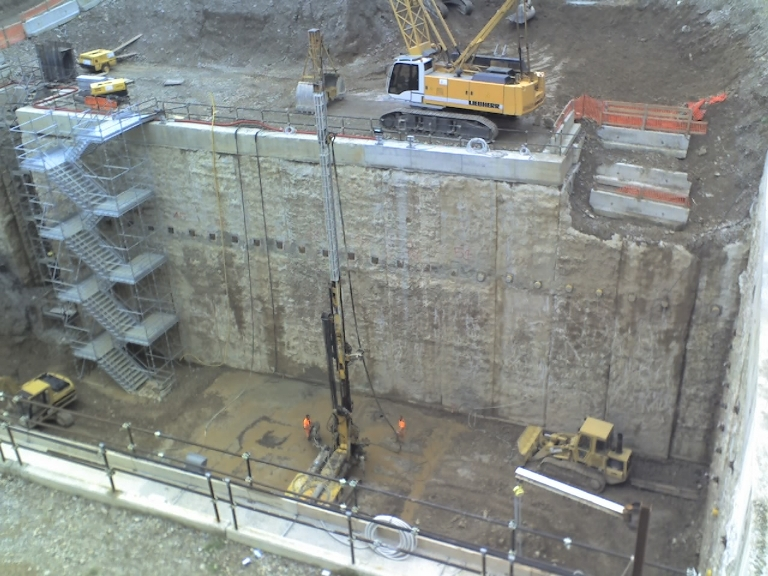
Cantiere da stazione Brescia Due, outubro 2006
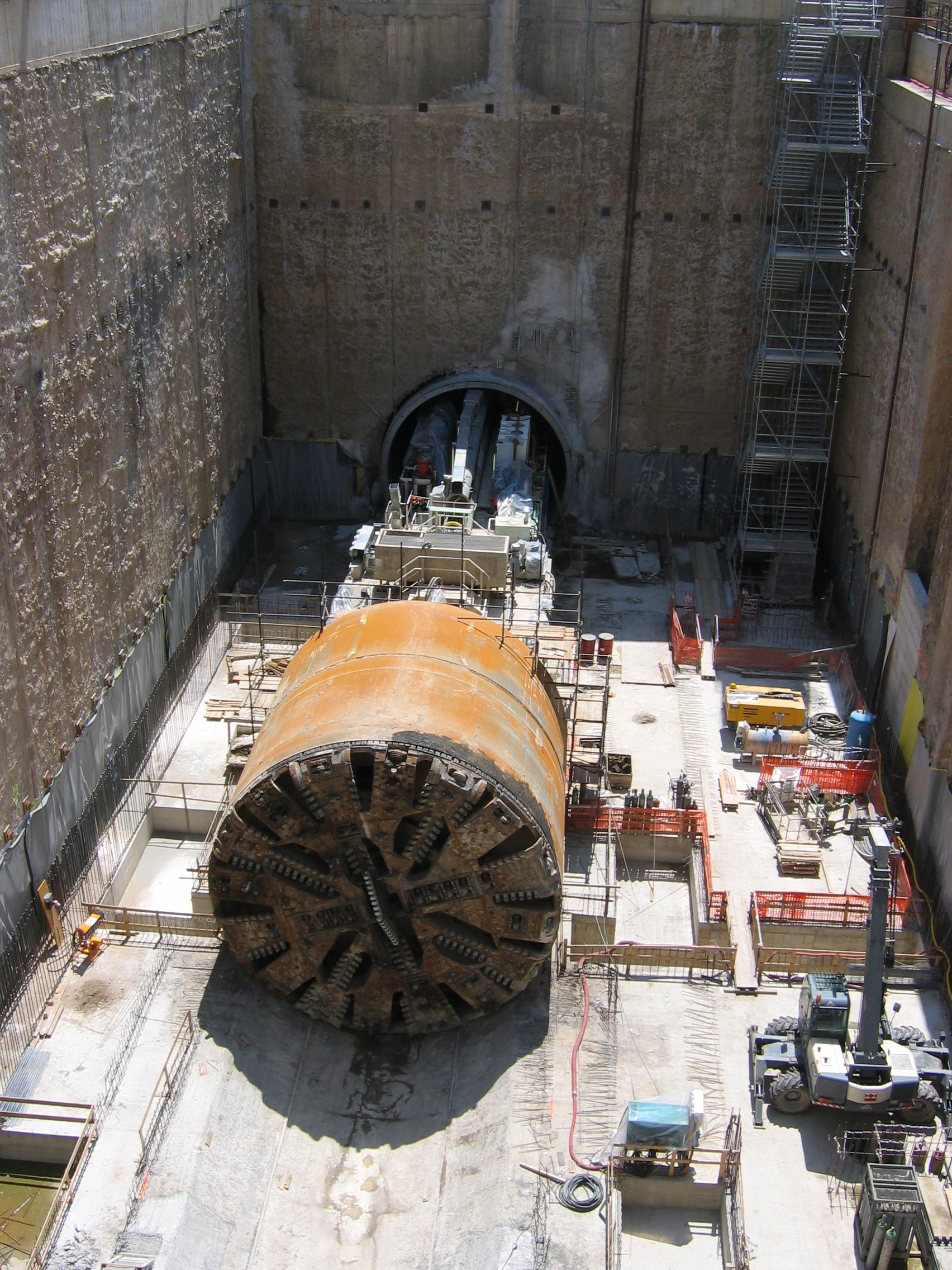
La TBM sbucata a Brescia Due, junho 2007